# Datation lanthane-cérium
La datation lanthane-cérium est une méthode de datation radiométrique basée sur la décroissance radioactive du lanthane 138 en cérium 138.

## Principe
Le lanthane 138 se désintègre avec une demi-vie de 102 ± 1 Ga (milliards d'années) pour donner du baryum 138 par désintégration β+ (66,4 % des cas) et du cérium 138 par désintégration β− (33,6 %) :
{\displaystyle _{\ 57}^{137}\mathrm {La} \to {\begin{cases}^{138}_{\ 56}\mathrm {Ba} +\ _{1}^{0}\mathrm {e} ^{+}\\^{138}_{\ 58}\mathrm {Ce} +\ _{-1}^{\;0}\mathrm {e} ^{-}\end{cases}}}
Au fil du temps, le rapport isotopique {\displaystyle \left({\tfrac {^{138}\mathrm {Ce} }{^{142}\mathrm {Ce} }}\right)} d'un minéral ou d'une roche augmente progressivement (l'isotope {\displaystyle ^{142}\mathrm {Ce} } n'étant ni radioactif, ni radiogénique, garde une concentration constante), d'autant plus vite que le rapport chimique La/Ce est plus grand. Deux minéraux ou deux roches ayant à un instant initial la même composition isotopique mais des rapports chimiques La/Ce différents voient leurs rapports isotopiques {\displaystyle \left({\tfrac {^{138}\mathrm {Ce} }{^{142}\mathrm {Ce} }}\right)} augmenter à des vitesses différentes : au bout d'un temps t la comparaison des deux rapports permet de calculer t. En pratique on utilise une méthode isochrone analogue à celle qu'on emploie pour la datation rubidium-strontium ou la datation samarium-néodyme.

## Histoire
La méthode lanthane-cérium a été exposée pour la première fois en 1982, et appliquée à la datation d'un gabbro du Bushveld (Afrique du Sud) : cette datation et la datation par la méthode samarium-néodyme ont donné le même âge à la précision expérimentale près (2,39 ± 0,48 et 2,05 ± 0,09 Ga, respectivement).

## Applications
Le chronomètre La-Ce est employé pour dater divers types de roches ou minéraux terrestres ou extraterrestres, y compris des grains présolaires.
Comme pour d'autres systèmes père-fils (rubidium-strontium, samarium-néodyme, etc.), le rapport isotopique initial de l'isochrone, {\displaystyle \left({\tfrac {^{138}\mathrm {Ce} }{^{142}\mathrm {Ce} }}\right)_{0}}, apporte aussi une information pétrogénétique. Le système La-Ce a, comme le système Sm-Nd la particularité d'impliquer deux terres rares, des éléments chimiques ayant des propriétés chimiques voisines sauf pour le cérium (et l'europium) dans certaines conditions redox, ce qui permet une analyse fine de la pétrogenèse de certaines formations géologiques. Il est par exemple employé, seul ou avec d'autres traceurs isotopiques, pour comparer la composition du manteau terrestre à celle des chondrites et pour identifier les sources des magmas d'arcs et d'îles océaniques.